# Jörg Sprave
Jörg Christian Sprave (* 7. April 1965 in Dortmund) ist ein deutscher YouTuber und Waffenhändler, bekannt durch seine Videos auf seinem YouTube-Kanal JoergSprave (oder The Slingshot Channel).

## Leben
Sprave absolvierte von 1986 bis 1991 ein Wirtschaftswissenschaftsstudium an der Universität Paderborn. Darauf arbeitete er von 1991 bis 2013 bei einem Videoschnittsoftware-Unternehmen und von 2013 bis 2016 bei Loewe Technology.  Er ist verheiratet.

### Steuerverrat
2008 gründete er mit seinem Bruder und einem Freund das Unternehmen „Firma Steuerverrat“, welches gegen Provision anonym Informationen zu Steuerhinterziehungen sammelte und laut Außendarstellung an die Staatsanwaltschaft weiterleiten wollte. Für diese Informationen interessierten sich weder die Strafverfolgungsbehörden noch die Steuerbehörden. Laut Sprave war es jedoch das Ziel, „die gesammelten Informationen in einem Buch zu verarbeiten“. 2010 veröffentlichte Sprave das Buch „Wir waren Steuerverräter: Insiderbericht aus der Denunziantenszene“.

### YouTube
Schon seit seiner Kindheit interessierte sich Sprave für Schleudern.  Der YouTube-Kanal wurde am 8. April 2008 mit den Namen The Slingshot Channel gegründet und zeigt Vorführungen von Spraves selbstgebauten, oft außergewöhnlichen Zwillen. Dabei kommen neben Stahlkugeln und Pfeilen auch ungewöhnliche Geschosse wie Sägeblätter, Oreo-Kekse, Spielkarten oder Klobürsten zum Einsatz, mit dafür entworfenen Zwillen. Neben den Schleudern werden auch andere Waffen und Spielzeugwaffen wie Schwerter, Messer, Armbrüste, Bögen oder Schutzwesten gebaut, vorgeführt oder getestet.
Der Großteil der Videos, war anfangs auf Englisch produziert mit gelegentlichen Informationsvideos auf Deutsch. Mittlerweile werden die meisten Videos auf Deutsch und Englisch produziert.
In den Jahren bis 2017 konnte Sprave nach eigenen Aussagen von den Google-Anzeigen leben. Im Frühjahr 2017 wurden die Regeln von YouTube geändert, so dass die Monetarisierung seiner Videos stark zurückging. Aus Unzufriedenheit über die Politik YouTubes gründete er im März 2018 YouTubers Union, eine Gewerkschaft für YouTuber.
In den folgenden Jahren verlagerte sich der Fokus des Youtube-Kanals auf Werbung für sein Geschäft im Waffenhandel. Spiegel TV kritisierte in einem Bericht vom Februar 2023, dass Sprave mit seinem YouTube-Kanal Angst schüre, um seine Geschäfte anzukurbeln.

### Waffenhandel
Zu der im Mai 2017 gegründeten „GoGun GmbH“ wurde er im Dezember 2017 zum alleinigen Geschäftsführer bestimmt. Im Gegensatz zum vorherigen Webshop „The Slingshot Channel Store“, den er von September 2013 bis November 2018 betrieb, handelt sich hierbei um ein eingetragenes Waffengeschäft, zu dem Sprave eine Waffenhandelserlaubnis des Polizeipräsidiums Essen hat.
Neben dem Vertrieb von Eigenentwicklungen wurde die „GoGun GmbH“ zum Importeur vieler Waffen aus dem Umfeld der Geräte, die er im Youtube-Kanal getestet hatte und in den folgenden Jahren weiter testete.
Sprave wird von Waffensachverständigen, Polizisten und Sicherheitsexperten kritisiert, leicht umzubauende Waffen zu verkaufen, die von der Erlaubnispflicht freigestellt sind. So können Pressluftgewehre mit mitgelieferten Umbauteilen und einer Anleitung innerhalb von 15 Minuten von 7,5 Joule auf 200 Joule Geschossenergie umgebaut werden. Der Waffensachverständige Thomas Malcher stuft diesen Umbau als tödlich ein. Sprave macht sich Gesetzeslücken zunutze, so wurden 3000 Luftdruck-Pfeilwaffen mit gleicher Durchschlagskraft wie die „.22 lfB“-Patrone frei verkauft, bevor zum 1. September 2020 diese mit scharfen Schusswaffen gleichgestellt wurden. Der stellvertretende Vorsitzende der Gewerkschaft der Polizei Michael Mertens kritisiert den Verkauf dieser Gewehre: „Das ist ein Geschäft auf Kosten der Sicherheit, diese Waffe kann Menschenleben kosten“.

## Kontroversen
Jörg Sprave ist Administrator der seit Dezember 2024 pausierten Facebook-Gruppe „Freunde der Freiheit“, die in der Beschreibung Ermittlungen gegen Reichsbürger als „getarnte PR-Kampagnen der Bundesregierung“ bezeichnet und in der rechte Kommentare geteilt wurden, wie zum Beispiel Aufrufe zur Bewaffnung oder Beleidigungen gegenüber Menschen mit Migrationshintergrund.

## Schriften
- Wir waren Steuerverräter. Insiderbericht aus der Denunziantenszene. Fackelträger, Köln 2010, ISBN 978-3-7716-4465-9.
- Selbstverteidigung und Notwehr: Das große Buch zum Selbstschutz für den Ernstfall - Mit legalen Waffen und Selbstverteidigungstechniken auf der sicheren Seite. Eulogia Verlags GmbH, Hamburg 2024, ISBN 978-3-96967-488-8.

## Auszeichnungen
- 2014: Deutscher Webvideopreis in der Kategorie OMG für Bill Gates Calls – The Slingshot Channel Answers.[16] In dem prämierten Video zeigt Sprave seine Einsendung für die Condom Challenge der Bill & Melinda Gates Foundation, bestehend aus einer Schleuder für Kondome.[5]